# Plataforma VH de Aston Martin

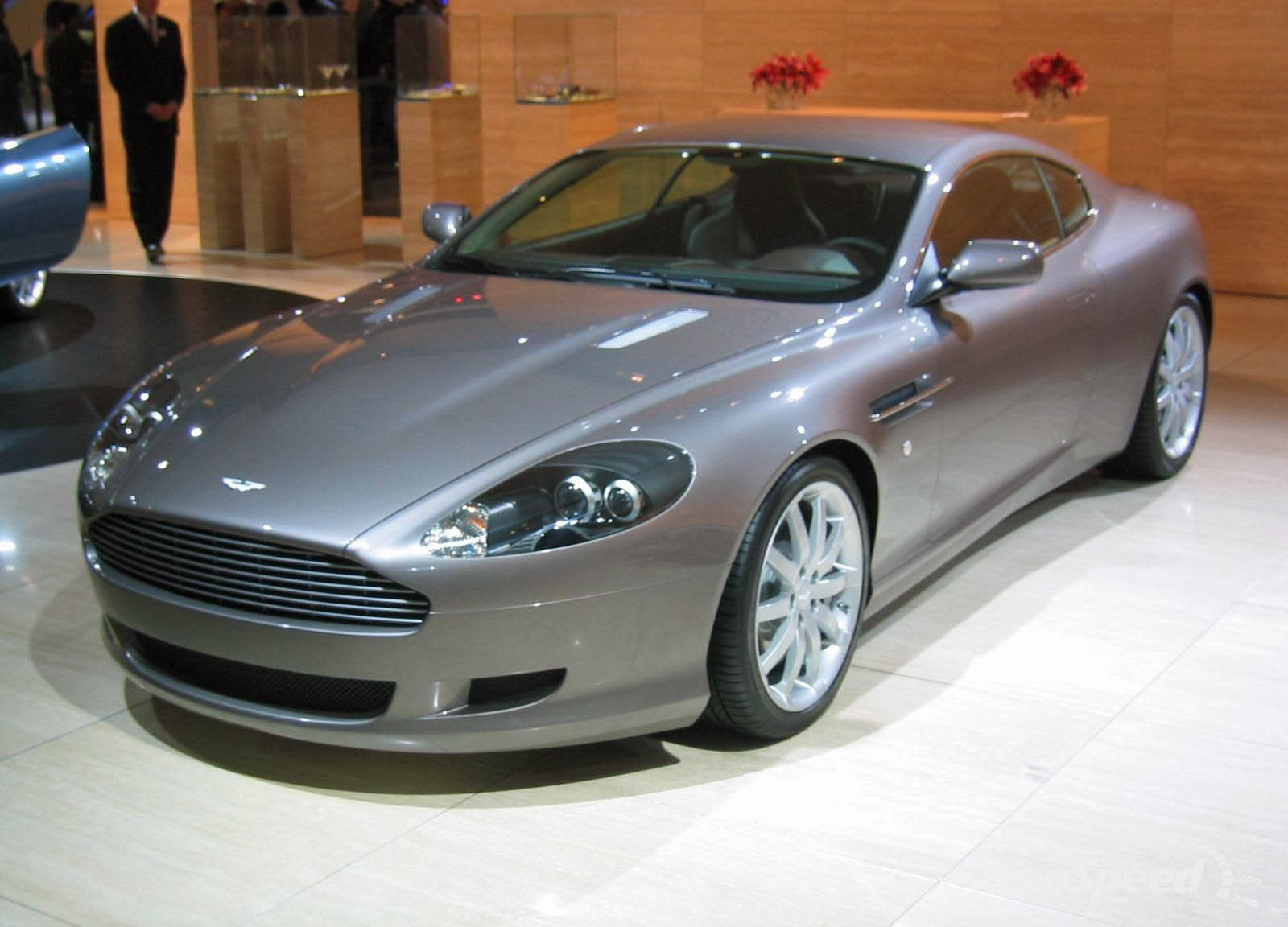
Aston Martin DB9.

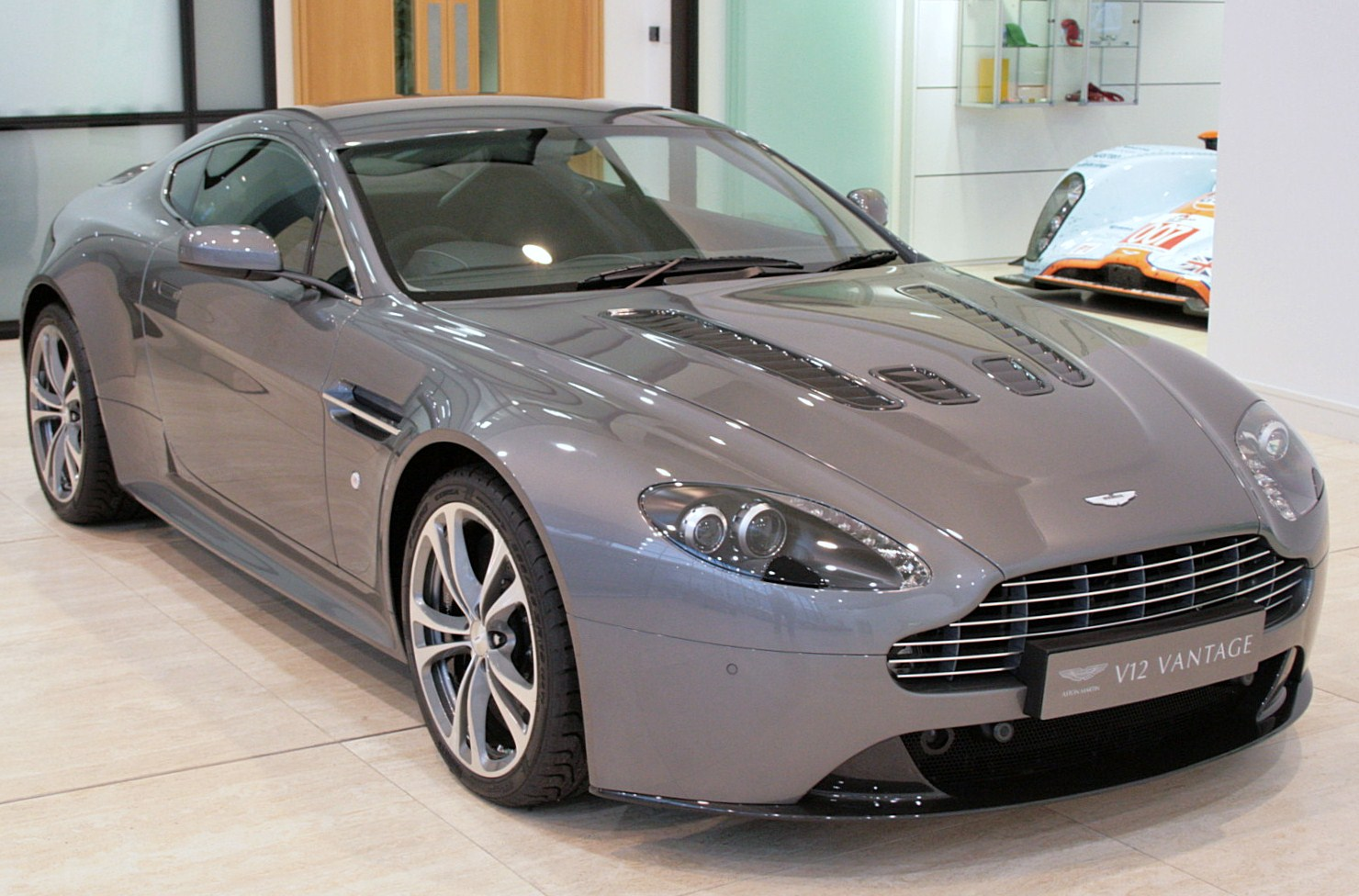
Aston Martin V12 Vantage.

La plataforma VH (de plataforma vertical/horizontal) es la plataforma de automóvil de los automóviles deportivos de Aston Martin. Se utiliza en todas formación actual de Aston Martin excluyendo el One-77, que utiliza la arquitectura de carbono y el Cygnet, que se basa en el Toyota iQ. Hay cinco variaciones de la plataforma VH.

## Variantes

### VH Generation0
El original Aston Martin Vanquish utiliza un chasis de aluminio que se desarrolló en la plataforma que pasaría a respaldar todos los futuros Aston Martins. En el momento no se consideró ser una plataforma VH pero en retrospectiva, debería ser tratado como tal.

### VH Generation1
El primer chasis VH oficial debutó en el Aston Martin DB9 en 2004 y ha sido utilizado en el coche, con ajustes menores, desde entonces.

### VH Generation2
La segunda plataforma VH apuntala el Aston Martin Vantage 2005 y sus variantes V12 y S. También fue utilizado en el Aston Martin DBS 2007.

### VH Generation3
El tercer chasis VH se utilizó en el Aston Martin Rapide. La plataforma difiere de las dos primeras, ya que es más larga para acomodar el cuerpo más largo de cuatro puertas.

### VH Generation4
Sobre la base del VH Generation2, Generation4 sustenta el nuevo Aston Martin Vanquish. Se basa en la arquitectura de carbono que se encuentra en el One-77 y utiliza mucha más fibra de carbono en su diseño que el anterior chasis VH, y a su vez, se utilizará como base para todos los nuevos Aston Martin en los años por venir.